# Hugo Mas
Hugo Mas és un entomòleg, escriptor i músic alcoià que ha publicat discs en solitari o amb els grups Arthur Caravan i Cavallo.

## Biografia
L'any 1994, mentre estudiava secundària, va assistir a una representació de l'òpera Tosca al Teatre Calderón (Alcoi) que recorda com el concert que més li ha agradat, per la combinació característica d'interpretació teatral i musical; d'aquella època també en destaca el descobriment del disc Songs of Leonard Cohen i la recitació de "L'infinito" de Giacomo Leopardi per Vittorio Gassman com a obres que l'han influït.
L'any 2009, el seu disc homònim rebé una nominació als Premis Ovidi Montllor en la categoria de cançó d'autor;

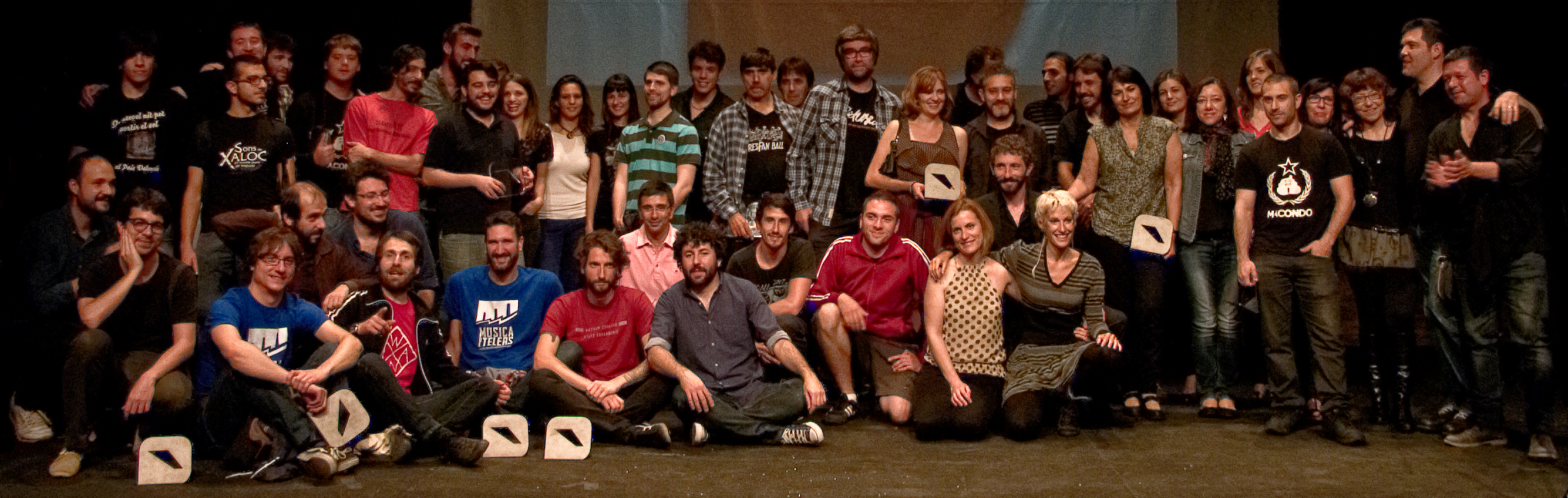
Hugo Mas i Arthur Caravan, premiats per Wegener (2014)

El 2013 s'ajuntà amb els paisans d'Arthur Caravan per a enregistrar Wegener, un disc dedicat al meteoròleg Alfred Wegener, descobridor de la deriva dels continents, amb lletres de Mas inspirades en la geologia,
i la primera referència del segell cooperatiu Música de Telers, creat per diversos artistes alcoians.
El 2015 publicà Pentàpolis, acompanyat pel trio instrumental Cavallo: els membres del grup feien música d'inspiració oriental fins que se'ls afegí Hugo Mas amb la guitarra elèctrica, el saxo i els seus texts per a produir un repertori de free jazz, no wave i spoken word.
El 2017 acabà d'escriure el guió del llargmetratge Nosotros (Vara de Rey, 2018).
L'any 2020 obrí el festival Barnasants a València:
per a l'ocasió recuperà alguns temes del seu àlbum epònim, versions d'Ovidi Montllor o Gianmaria Testa, poemes musicats d'Alejandro Bekes i Joan Valls i altres temes inèdits.
Durant el confinament per la pandèmia per coronavirus de 2019-2020, Mas estrenà la iniciativa del Col·lectiu Ovidi Montllor per a commemorar el vint-i-cinc aniversari de la mort d'ovidi Montllor amb la seua versió primigènia d'El meu poble Alcoi.

## Discografia
| • Hugo Mas (2010) |
| --- |
| (Snibor Records) 1. La nuesa 2. Daltabaix d'una sextina 3. Vertigen 4. Novella 5. Quarta paret 6. Música pàl·lida II (No he sabut mai) 7. Hepàtica (i ventral) 8. Cançó de l'alba 9. Set poemes d'aniversari (I i V) 10. Je dors |

| • Wegener (2014) |
| --- |
| (Música de Telers) 1. Snæfell 00:37 2. Agon 05:15 3. Oceans 03:06 4. Konstança 04:40 5. Discontinuïtat de Conrad 00:56 6. La Deriva 04:46 7. Discontinuïtat de Mohorovičić (Moho) 01:35 8. Terres Rares 05:13 9. Zona de Transició 01:05 10. Magma i Nit 04:46 11. Discontinuïtat de Gutenberg 00:56 12. Dinamo 04:10 13. Discontinuïtat de Lehmann 00:34 14. Ferro i Níquel |

| • Pentàpolis (2016) |
| --- |
| (Música de Telers) 1. Hienes 03:27 2. Refugi Zoar 07:16 3. La ciutat on Bel 04:38 4. Amada Adama 04:57 5. Gomorra 07:26 |

| • Ethiopiques / Bum Bum Bum (2017)                               |
| ---------------------------------------------------------------- |
| (Música de Telers) 1. Ethiopiques (7’47") 2. Bum Bum Bum (6’31") |